# 제2차 북방 전쟁
제2차 북방 전쟁은 1655년부터 1660년까지 스웨덴과 폴란드-리투아니아 연방, 러시아 차르국, 브란덴부르크-프로이센, 합스부르크 군주국, 덴마크-노르웨이 사이에서 일어난 전쟁이다. 네덜란드 공화국은 가끔 스웨덴과의 전쟁에 개입했다.
1655년 스웨덴의 칼 10세 구스타브 국왕이 폴란드-리투아니아의 서부를 침공하면서 점령했고 러시아 차르국이 폴란드-리투아니아 연방의 동부를 점령하면서 전쟁이 시작되었다. 폴란드-리투아니아 정규군은 항복했고 폴란드의 얀 2세 카지미에시 바사 국왕은 합스부르크 군주국으로 망명하게 된다.
1656년 스웨덴이 라비아우(Labiau) 조약을 체결하면서 동프로이센에 대한 종주권을 확립했다. 1656년 10월 스웨덴이 카자크 수장국, 브란덴부르크프로이센 공국, 몰다비아, 왈라키아와 함께 동맹 관계를 수립하면서 폴란드를 침공했다. 폴란드-리투아니아 은 크림 칸국과의 동맹 관계를 수립하면서 반격에 나섰다. 1657년 폴란드-리투아니아은 베흘라우(Wehlau) 조약을 체결하면서 동프로이센을 독립된 주권 국가로 승인했다.
신성 로마 제국, 덴마크, 네덜란드는 스웨덴에 대항하기 위해 동맹 관계를 수립하면서 반격에 나섰지만 스테판 차르니에츠키(Stefan Czarniecki) 장군을 앞세운 폴란드군의 끈질긴 저항으로 인해 전쟁은 교착 상태에 빠지게 된다. 1658년에는 스웨덴군이 덴마크의 수도인 코펜하겐을 공격하기도 했지만 얼마 지나지 않아서 코펜하겐에서 철수하게 된다.
1660년 5월 스웨덴의 칼 10세 구스타브 국왕이 사망하면서 스웨덴, 폴란드-리투아니아 연방, 합스부르크 군주국, 브란덴부르크프로이센 공국 사이에 올리바 조약이 체결되었다. 이 평화 조약에 따라 제2차 북방 전쟁은 막을 내리게 된다.

## 같이 보기
- 대북방 전쟁
- 대홍수 (역사)